# Patrick Schulte
Patrick Timothy Schulte (ur. 13 marca 2001 w St. Charles) – amerykański piłkarz występujący na pozycji bramkarza, reprezentant Stanów Zjednoczonych, od 2023 roku zawodnik Columbus Crew.